# NGC 6968
NGC 6968 ist eine elliptische Galaxie vom Hubble-Typ E/S0 im Sternbild Aquarius auf dem Himmelsäquator. Sie ist schätzungsweise 283 Millionen Lichtjahre von der Milchstraße entfernt und hat einen Durchmesser von etwa 125.000 Lichtjahren.
Das Objekt wurde am 11. August 1883 von Edouard Stephan entdeckt.